# Lucas Kozeniesky
Lucas Kozeniesky (Metairie, 31 de maio de 1995) é um atirador esportivo estadunidense, medalhista olímpico.

## Carreira
Kozeniesky participou dos Jogos Olímpicos de Verão de 2020 em Tóquio, onde participou da prova de carabina de ar 10 m em duplas mistas ao lado de Mary Tucker, conquistando a medalha de prata.